# Cybister tibialis
Cybister tibialis är en skalbaggsart som beskrevs av Sharp 1882. Cybister tibialis ingår i släktet Cybister och familjen dykare. Inga underarter finns listade i Catalogue of Life.